# パールグラミー
パールグラミー（学名：Trichogaster leeri）は、スズキ目ゴクラクギョ科に分類される魚。

## 分布
インドネシア（スマトラ島、ボルネオ島）、タイ、マレーシア

## 形態
全長12cm。吻端から尾鰭の基部にかけて黒い筋模様が入る。また体側面と鰭には白い斑点が無数に入り、これがパール（真珠）の由来になっている。
オスは成熟すると地色がオレンジ色に発色し、胸鰭と尻鰭が櫛の歯のように伸長する。

## 生態
池沼や水田などに生息する。
食性は雑食で、昆虫類、甲殻類、水草などを食べる。
繁殖形態は卵生。オスはまず水草や口から出した粘着質の泡で水面に浮かぶ巣（泡巣）を作る。その後オスはメスの腹部をつついて産卵を促し、メスが卵を産むとメスに巻きつくようにして受精する。オスはメスが産んだ卵を巣へ運ぶ。卵が孵化するとオスは稚魚を口内に入れて保護する。

## 人間との関係
観賞魚として飼育されることもあり、日本にも輸入されている。主に飼育下繁殖個体が流通する。空気呼吸を行うため溶存酸素の少ない水でも飼育が可能だが、逆に急な水流を好まないためフィルターはあまり水流を発生させないものを使用する。
餌としては市販されている冷凍アカムシやイトミミズ等の他に、人工飼料にも餌付く。稚魚は小型のため卵黄やインフゾリアなどの小型の餌が必要で、その後ブラインシュリンプなどを与える。飼育下繁殖はウォータースプライトのような水草があれば難しくはないが、上記のように稚魚の餌には小型の餌が必要になる。